# 官制
官制（かんせい）とは、行政機関の組織、名称、設置、構成、権限などを定めた法規をいう。

## 歴史
東アジアの公的制度の定義は、皇帝下と人民の上にある統治者を階級と階級に分類することで要するにそれは古代東アジアの公務員の役職、職務、役職、または組織名である。
一般に、夏王朝公式部門としておよそ2000年前の夏州官僚と呼ばれる古国時代のそれが官僚の名前が含まれている最も初期の歴史である。しかし考古学で確認できる限り、最も初期の中国公式システムは紀元前1000年頃の殷王朝からのもので、中国で最も古い公式システムの1つである中西から検証可能。